# فینال جام اتحادیه فوتبال انگلستان ۱۹۶۶
 فینال جام اتحادیه فوتبال انگلستان ۱۹۶۶، رقابت پایانی جام اتحادیه فوتبال انگلستان در سال ۱۹۶۶ میلادی است که مابین دو تیم باشگاه فوتبال وست برومویچ و باشگاه فوتبال وستهام یونایتد برگزار شده‌است.
این مسابقه که به صورت رفت و برگشت در تاریخ‌های ۹ مارس ۱۹۶۶ و ۲۳ مارس ۱۹۶۶ انجام شده‌است با نتیجه ۵ بر ۳ به سود تیم باشگاه فوتبال وست برومویچ به پایان رسید.